# Peterlee
Peterlee este un oraș în comitatul County Durham, regiunea North East, Anglia. Orașul se află în districtul Easington. Orașul a fost înființat în 1948 ca un oraș minier, fiind numit după un miner faimos în regiune, Peter Lee. 